# Israel Kihlman
Israel Kihlman, född 18 april 1641 i Gammalkils socken, Östergötlands län, död 27 april 1699 i Varvs socken, Östergötlands län, han var en svensk kyrkoherde i Varvs församling.

## Biografi
Israel Kihlman föddes 18 april 1641 i Gammalkils socken. Han var son till kyrkoherden Sveno Magni Tollstadius och Kerstin Pedersdotter. Kihlman studerade vid gymnasiet och prästvigdes 7 juli 1669. Han blev 1670 komminister i Ekeby församling, Ekeby pastorat och 1683 kyrkoherde i Varvs församling, Varvs pastorat. Han avled 27 april 1699 i Varvs socken.

### Familj
Kihlman gifte sig första gången med en kvinna utan känt namn. De fick tillsammans dottern Brita Kihlman (1672–1729).
Kihlman gifte sig andra gången med Brita Collin. Hon var dotter till kyrkoherden Laurentius Nicolai Vinnerstadius och Brita Svensdotter i Varvs socken. Brita Collin hade tidigare varit gift med kyrkoherden Andreas Ausenius i Varvs socken.